# Ágnes Vadai
Ágnes Vadai (maďarsky Vadai Ágnes; * 11. února 1974, Karcag) je maďarská pedagožka,  levicová politička, poslankyně Zemského sněmu a místopředsedkyně strany Demokratická koalice (DK) kontroverzního expremiéra Ference Gyurcsánye a jeho manželky Kláry Dobrevové.

## Biografie
V roce 1992 odmaturovala na gymnáziu v Szolnoku. Poté absolvovala studium Budapesti Corvinus Egyetem a na Univerzitě Loránda Eötvöse.

### Politická kariéra
Byla jednou ze zakladatelů mládežnické organizace Fiatal Baloldal. V roce 1999 vstoupila do post-komunistické Maďarské socialistické strany (MSZP). V roce 2011 se stala členkou odštěpenecké strany nazvané Demokratická koalice (DK). 
- Parlamentní volby v Maďarsku 2002 – poprvé zvolena poslankyní parlamentu za MSZP.
- Parlamentní volby v Maďarsku 2006 – podruhé zvolena poslankyní za MSZP.
- Parlamentní volby v Maďarsku 2010 – kandidovala na 16. místě na celostátní kandidátní  listiny MSZP a byla potřetí zvolena poslankyní.
- Parlamentní volby v Maďarsku 2014 – kandidovala na 24. místě na celostátní kandidátní listině levicové koalice Összefogás a byla počtvrté zvolena poslankyní
- Volby do Evropského parlamentu v Maďarsku 2014 – kandidovala na 7. místě kandidátní listiny Demokratické koalice.
- Parlamentní volby v Maďarsku 2018 – kandidovala na 3. místě na celostátní kandidátní listině Demokratické koalice a byla popáté zvolena poslankyní.
- Parlamentní volby v Maďarsku 2022 – kandidovala na 10. místě na společné celostátní kandidátní listině široké opoziční koalice Společně pro Maďarsko a byla pošesté zvolena poslankyní.
- Volby do Evropského parlamentu v Maďarsku 2024 – kandiduje na 3. místě společné kandidátní listiny levicově–zelené koalice stran DK−MSZP−Párbeszéd.

## Soukromý život
Je rozvedená. Vedle rodné maďarštiny hovoří také anglicky, francouzsky, německy, norsky, rusky a španělsky. 

## Ocenění
- Radnóti Miklós antirasszista díj (2016)